# Antonio Fàbregas
Antonio Fàbregas Casals (Tarragona, España, 29 de abril de 1921-Ibid., 9 de noviembre de 1999) es un exfutbolista español que se desempeñaba como defensa.

## Clubes
| Club              | País   | Año       |
| ----------------- | ------ | --------- |
| R. C. D. Espanyol | España | 1940-1950 |